# السجعة (المقاطرة)

تعديل مصدري - تعديل

السجعة هي إحدى قرى عزلة الدهمشة بمديرية المقاطرة التابعة لمحافظة لحج، بلغ تعداد سكانها 423 نسمة حسب تعداد اليمن لعام 2004.